# Solymár (keresztnév)
A Solymár magyar eredetű férfinév, jelentése: solymász.[forrás?]

## Gyakorisága
Az 1990-es években nem lehetett anyakönyvezni, a 2000-es években nem szerepel a 100 leggyakoribb férfinév között.

## Névnapok
- szeptember 25.[forrás?]

## Külső hivatkozások
- Az MTA Nyelvtudományi Intézete által anyakönyvi bejegyzésre alkalmasnak minősített utónevek jegyzéke